# Saguinus nigricollis
Tamarin à manteau noir
Espèce
Statut de conservation UICN

 LC  : Préoccupation mineure
Statut CITES
Le Tamarin à manteau noir (Saguinus nigricollis) est une espèce de primate de la famille des Cebidae.

## Autres noms
Black-mantled tamarin. Pichico boca blanca, pichico de cuello negro, chichico (Pérou). Diablillo (Colombie).

## Distribution
Sud de la Colombie, est de l’Équateur, nord du Pérou et une infime partie de l’ouest du Brésil (au nord de l’Amazone).

## Sous-espèces
Deux sous-espèces :
- Tamarin rouge et noir (S. n. nigricollis) : Peut-être interfluve Caquetá-Putumayo (distribution mal connue, il se pourrait même qu’il soit en fait absent de cette région) ainsi que l’interfluve Rio Içá-Putumayo et bas Río Marañon-Río Napo à l’ouest jusqu’au Río Yuvineto ;
- Tamarin d’Hernández-Camacho (S. n. hernandezi) : Minuscule aire géographique non protégée au sud de la Colombie entre les Ríos Caquetá au sud, Caguán à l’est, Orteguaza à l’ouest et la base de la Cordillère orientale au nord. Se rencontre aussi au centre du pays sur la rive droite du Río Guaviare (Angostura, département de la Meta).

## Habitat
Tous les types de forêt jusqu’à 1 000 m d’altitude, en particulier la dense forêt pluviale secondaire, avec une préférence pour la terra firme (en Équateur) et les forêts d’arbres moyens (en Colombie).

## Sympatrie et association
S’associe au Saki à perruque (Pithecia monachus) et au Saki de l’Équateur (Pithecia aequatorialis). Souvent vu en compagnie du Saïmiri commun (Saimiri sciureus), du Tamarin à selle (S. fuscicollis), du Callimico (Callimico goeldii) et du Ouistiti pygmée (Cebuella pygmaea). Des toucans à bec rouge (Ramphastos tucanus) le suivent lors de sa quête alimentaire.

## Description
De loin, apparaît entièrement noir ou grisâtre. En réalité, l’avant-corps (manteau) est noir tandis que le bas du dos et les pattes arrière sont rouge sombre à roux. Dessous brun. Queue noire sauf le premier quart rougeâtre. Face couverte de fins poils noirs mais éclairée par un museau blanc. Tamarin rouge et noir (S. n. nigricollis) : Riches tons rougeâtres à l’arrière du corps, pas de tons jaunâtres sur la selle. Tamarin d’Hernández-Camacho (S. n. hernandezi) : Arrière du corps brunâtre d’apparence sombre. Selle givrée de jaune et de noir.

## Mensurations
Corps 22 cm. Queue 36 cm. Poids 470 g (M) et 480 g (F). Cerveau : 8,9 g. Caryotype : 2n = 46.

## Domaine
De 30 à 50ha.

## Locomotion
Quadrupède.

## Comportements basiques
Diurne. Arboricole.

## Activités
Parcourt chaque jour 1 km. Budget d’activités : recherche et consommation d’insectes (35 %), recherche et consommation de plantes (17 %), repos et autres (48 %). Se repose deux à trois fois par jour pendant 1 à 1,5 h. Dort dans les enchevêtrements de lianes.

## Alimentation
Frugivore-insectivore-exsudativore. Fruits, graines, fleurs, gomme, résine, insectes (grands orthoptères, comme blattes et sauterelles). Traque les insectes cachés sur les troncs et au sol en ne s’éloignant pas à plus de 2 ou 3 mètres des arbres protecteurs. Insectes volants attrapés avec la bouche, gros insectes avec les mains. Dévore les grandes sauterelles la tête la première en 5 minutes. Les adultes partagent leurs proies avec les jeunes. Les rares comportements agonistiques entre adultes interviennent durant cette activité de capture des insectes. En troupe, il cherche son alimentation à tous les étages de la forêt, alors qu’en comité restreint, la sécurité lui commande de se déplacer dans les basses strates.

## Taille du groupe
6 (de 4 à 12). Rassemblements jusqu’à 40 durant un jours ou deux. Le seul tamarin à former de grands groupes temporaires bruyants rappelant ceux des saïmiris.

## Structure sociale et système de reproduction
Groupe multimâle-multifemelle. Système de reproduction variable.

## Hiérarchie
Plus nette dans les grands groupes que dans les petits.

## Développement
Enfant jusqu’à 2 mois, jeune jusqu’à 14 mois, subadulte entre 14 et 18 mois.

## Longévité
14 ans.

## Communication visuelle et orale
Les adultes « mobbent » les prédateurs terrestres, permettant aux autres membres de s’enfuir.

## Communication olfactive
Sécrétions périanales qu’il frotte sur les branches en position assise. Marquage suprapubien corps allongé et marquage à partir d’une glande de la poitrine. Les individus s'imprègnent mutuellement le dos. D’après K. Izawa, il semble que le marquage ne soit pas à but territorial.

## Communication tactile
Toilettage mutuel avec les dents et les mains.

## Menaces
Assez peu chassé mais victime d’une capture intensive pour la recherche biomédicale. Reste toutefois commun localement.

## Conservation
PN de La Paya, SB de Caparú, PN d’Amacayacú et PN de Cahuinarí (Colombie). SB de Jatun Sacha (Pérou).

## Statut
Tamarin d’Hernández-Camacho (S. n. hernandezi) : Vulnérable.